# Olympische Jugend-Sommerspiele 2010/Teilnehmer (Türkei)
| Gelbes Symbol für Goldmedaillen mit stilisierten Olympischen Ringen | Graues Symbol für Silbermedaillen mit stilisierten Olympischen Ringen | Braundes Symbol für Bronzemedaillen mit stilisierten Olympischen Ringen |
| ------------------------------------------------------------------- | --------------------------------------------------------------------- | ----------------------------------------------------------------------- |
| 1                                                                   | 3                                                                     | 6                                                                       |

Die Jugend-Olympiamannschaft der Türkei für die I. Olympischen Jugend-Sommerspiele vom 14. bis 26. August 2010 in Singapur bestand aus 55 Athleten. Fahnenträger bei der Eröffnungsfeier war der Taekwondoin Berkcan Süngü, der die Bronzemedaille gewann. Der Ringer Resul Kalaycı gewann die einzige Goldmedaille für sein Land.

## Athleten nach Sportarten

### Badminton
| Mädchen - Ebru Tunalı Einzel: Gruppenphase | Jungen - Emre Lale Einzel: Gruppenphase |

### Basketball
Jungen
- 12. Platz
- Burakcan Yıldızlı
- Mertcan Özen
- Kerem Hotiç
- Samet Geyik

### Bogenschießen
| Mädchen - Begünhan Ünsal Einzel: Achtelfinale Mixed: Bronze (mit Abdul Dayyan Jaffar Singapur) | Jungen - Yağız Yılmaz Einzel: Achtelfinale Mixed: Achtelfinale (mit Aleksandra Wojnicka Polen) |

### Boxen
Jungen
- Burak Akşın
Halbschwergewicht: Silber
- Ümitcan Patır
Schwergewicht: Bronze

### Fechten
Jungen
- Tevfik Burak Babaoğlu
Florett Einzel: 4. Platz
Mixed: Silber  (im Team Europa 2)

### Fußball
Mädchen
- Bronze
- Hülya Cin
- Nazmiye Aytop
- Fatma Gülen
- Fatma Barut
- Eda Karataş
- Dilan Akarsu
- Hilal Başkol
- Feride Serin
- Kübra Aydın
- Yaşam Göksu
- Ümran Özev
- Büşra Özturk
- Kader Doğan
- Melisa Tosun
- Medine Erkan
- Eda Duran
- Büşra Ay
- Esra Öztürk

### Gewichtheben
| Mädchen - Damla Aydın Klasse bis 53 kg: 6. Platz - Neslihan Okumuş Klasse bis 63 kg: 4. Platz | Jungen - Emre Büyükünlü Klasse bis 62 kg: Bronze - Melih Akın Klasse über 85 kg: 4. Platz |

### Judo
| Mädchen - Dilara İncedayı Klasse bis 63 kg: 7. Platz Mixed: 5. Platz (im Team New York) | Jungen - Batuhan Efemgil Klasse bis 81 kg: 5. Platz Mixed: Bronze (im Team Tokio) |

### Leichtathletik
| Mädchen - Esin Bahar Dölek 1000 m: 13. Platz | Jungen - Murat Gündüz Diskuswurf: 8. Platz - Ali Kilisli Speerwurf: 5. Platz - Toros Pilikoğlu Weitsprung: 6. Platz - Musa Tüzen Dreisprung: 12. Platz - Ümit Sungur Stabhochsprung: kein gültiger Versuch im Finale |

### Ringen
Jungen
- Mehmet Ali Daylak
Freistil bis 54 kg: Bronze
- Resul Kalaycı
Freistil bis 76 kg: Gold
- Musa Gedik
Griechisch-römisch bis 69 kg: Silber

### Rudern
| Mädchen - Alara Dirik Einer: 11. Platz | Jungen - Onat Kazaklı - Ogeday Girişken Zweier: 6. Platz |

### Schwimmen
| Mädchen - Gizem Bozkurt 100 m Freistil: 26. Platz (Vorlauf) 200 m Freistil: 11. Platz (Vorlauf) 200 m Lagen: 8. Platz | Jungen - Bertuğ Coşkun 100 m Freistil: 25. Platz (Vorlauf) 200 m Freistil: 14. Platz (Vorlauf) 400 m Freistil: 18. Platz (Vorlauf) |

### Segeln
| Mädchen - Pınar Kaynar Byte CII: 15. Platz | Jungen - Alp Rodopman Byte CII: 23. Platz |

### Taekwondo
| Mädchen - Şeyma Tuncer Klasse bis 44 kg: Bronze | Jungen - Berkcan Süngü Klasse bis 63 kg: Bronze |

### Turnen

#### Gymnastik
| Mädchen - Demet Mutlu Einzelmehrkampf: 22. Platz (Qualifikation) Sprung: 17. Platz (Qualifikation) Stufenbarren: 22. Platz (Qualifikation) Schwebebalken: 25. Platz (Qualifikation) Boden: 24. Platz (Qualifikation) | Jungen - Ferhat Arıcan Einzelmehrkampf: 26. Platz (Qualifikation) Boden: 33. Platz (Qualifikation) Seitpferd: 15. Platz (Qualifikation) Ringe: 19. Platz (Qualifikation) Sprung: Silber Barren: 35. Platz (Qualifikation) Reck: 24. Platz (Qualifikation) |